# Kopet Dag
Kopet Dag, Kopet Dagh, ou Koppeh Dagh (em persa: کپه‌داغ; em turcomeno:  Köpetdag), também conhecida como a serra Turcomeno-Coraçã é uma cordilheira de montanhas na fronteira entre o Turquemenistão e o Irã, que se estende por cerca de 650 quilômetros (400 mi), indo do noroeste, perto do Mar Cáspio, até o rio Hari, no sudeste. O pico mais alto do território turcomeno é o Monte Rizé (Kuh-e Rizeh), localizado a sudoeste da capital Asgabate, com 2 940 metros (9 646 pé). A maior montanha do lado iraniano é o Monte Cuchã (Kuh-e Quchan) com 3 191 metros (10 000 pé). ,

## Etimologia
A palavra kopet, ou em persa koppeh, significa "pilha" ou "pilha", e a palavra dag ou dagh significa "montanha" em túrquico. Assim, Kopet Dagh ou Koppeh Dagh poderia ser traduzido como "a montanha que é empilhada ou amontoada".

## Geologia
Geologicamente, o Kopet Dag Range é feito principalmente de rochas sedimentares do Cretáceo Inferior, com uma porção menor de rochas jurássicas nas partes sudeste. As montanhas foram formadas no Mioceno e no Plioceno durante a orogenia alpina. Quando o mar de Tétis foi fechado e a placa da Arábia colidiu com a placa iraniana, sendo empurrada contra ela e com o movimento horário da placa euroasiática, a placa iraniana foi pressionada contra a plataforma Turan. Esta colisão dobrou as rochas inteiras que haviam sido depositadas nesta geosinclina ou bacia do Jurássico ao Mioceno e formaram as Montanhas Kopet Dag.

## Topografia
A cadeia montanhosa de Kopet Dag é uma região caracterizada por colinas, encostas secas e arenosas, planaltos montanhosos e ravinas íngremes. A Kopet Dag está passando por transformações tectônicas e está sujeito a terremotos severos. Terremotos acima de sete na escala Richter foram registrados.

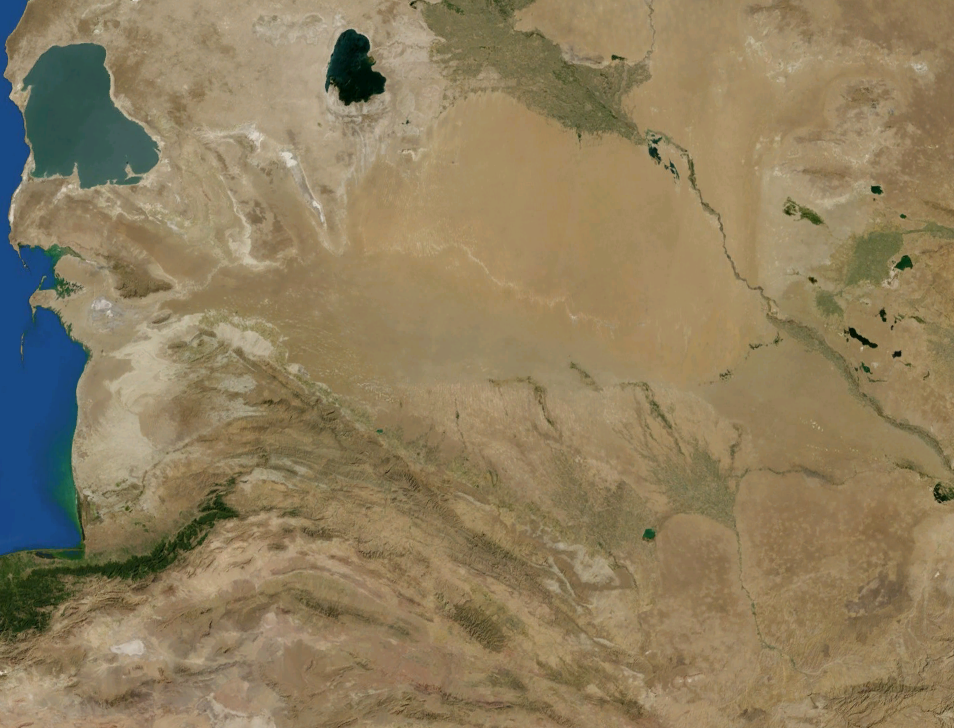
Kepet Dag vista do espaço

As colinas mais ocidentais das montanhas de Kopetdag são conhecidas como "cumes de Kyurendag".

## Arqueologia
Há evidências arqueológicas de assentamentos nas colinas do norte da Kopet Dag durante o período neolítico. Esta região é pontilhada com as características de vários períodos históricos do antigo Oriente Próximo, semelhantes àquelas a sudoeste da Kopet Dag na planície de Gorgan, no Irã. Em Jeitun, casas de tijolos de barro foram ocupadas pela primeira vez em 6000 A.C. Também no sopé da Kopet-Dag perto de Asgabate há dos restos da antiga cidade pártia de Nisa.

## Estação de esqui
Esta cordilheira tem uma estação de esqui, inaugurada oficialmente pelo ex-presidente do Turquemenistão, Saparmyrat Nyýazow. Apesar da falta de neve nas montanhas Kopet Dag, Nyýazow estava determinado a construir um grande resort lá.

## Fauna e flora

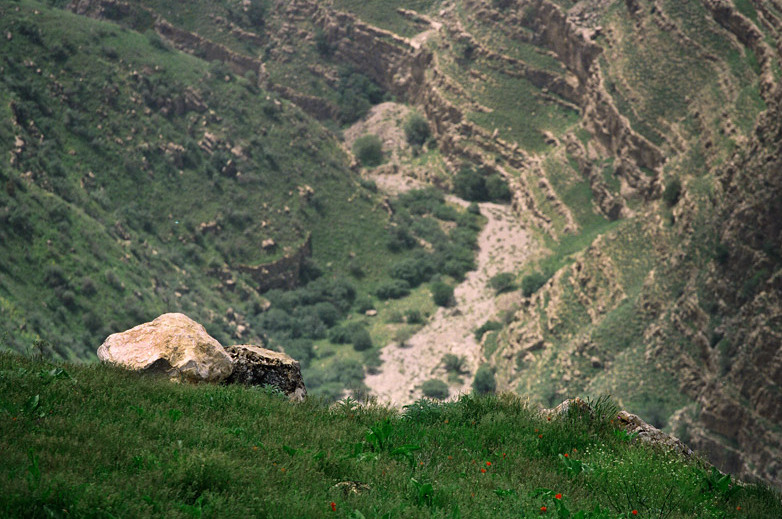
Montanhas Kopet Dag em maio

As florestas da região são o lar de muitas árvores frutíferas, arbustos e vinhas que se mostraram valiosas para uso humano e reprodução seletiva, incluindo romãs (Punica granatum), uvas (Vitis sylvestris), figos (Ficus carica), maçãs selvagens (Malus turkmenorum), pêras (Pyrus boissieriana), cerejas (Prunus spp., também chamado de Cerasus microcarpa, C. erythrocarpa, C. blinovskii), ameixas (Prunus divaricata), amêndoas (Amygdalus communis=Prunus dulcis, e A. scoparia=Prunus scoparia).